# Gaujac (Lot-et-Garonne)
Gaujac település Franciaországban, Lot-et-Garonne megyében. Lakosainak száma 241 fő (2022. január 1.). Gaujac Marmande, Couthures-sur-Garonne, Marcellus, Montpouillan és Sainte-Bazeille községekkel határos.

## Népesség
A település népességének változása:
| Lakosok száma | 392  | 396  | 317  | 296  | 269  | 261  | 255  | 246  | 244  | 241  |
|               | 1968 | 1982 | 1990 | 2006 | 2013 | 2015 | 2017 | 2019 | 2020 | 2022 |